# Wolfsbane (gruppo musicale)
I Wolfsbane sono un gruppo musicale inglese di genere hard rock, fondato negli anni '80 ed originario di Tamworth.

## Storia del gruppo

### Gli inizi (1984-1994)
Agli esordi registrarono tre demo: Wolfsbane nel 1985, Dancin' Dirty nel 1987 e Wasted but Dangerous nel 1988. Quest'ultimo venne registrato presso gli Square Dance Studios di Derby. Successivamente il gruppo firmò un contratto con la Def American, che pubblicò il loro primo album, Live Fast, Die Fast del 1989, prodotto da Rick Rubin. Nel 1991 furono gruppo di supporto degli Iron Maiden nel loro tour No Prayer on the Road, iniziato nel 1990. Il secondo album in studio, Down Fall the Good Guys, venne pubblicato nel 1991 ed entrò nella Official Singles Chart alla 68ª posizione, grazie soprattutto al successo del singolo Ezy.
Nel 1992 la Def American, insoddisfatta dei risultati di vendita, decise di risolvere il loro contratto. Questo portò i Wolfsbane ad essere votato "Miglior gruppo senza contratto" del Regno Unito per il 1993. Lo stesso anno, il gruppo pubblicò un album dal vivo, Massive Noise Injection, per la Bronze Records.
Nel 1994 pubblicarono il terzo album in studio, l'omonimo Wolfsbane, sempre per Bronze.

### Dopo la partenza di Blaze Bayley (1994-2007)
Nel 1994, il carismatico cantante Blaze Bayley ricevette la proposta da parte degli Iron Maiden di sostituire Bruce Dickinson. I restanti membri dei Wolfsbane, Jason Edwards, Jeff Hately e Steve 'Danger' Ellett insieme a Jez Spencer alla voce, decisero di formare, nel 1995, gli Stretch. Pubblicarono un mini album di sei brani dal titolo, World of Stretch,, prodotto dalla Cottage Industry.

### Concerto e riunione (2007 - 2012)
Il 9 settembre 2007 i Wolfsbane vennero riformati per un breve concerto al Rock of Ages Festival di Tamworth. Questa esibizione fu seguita dal loro primo tour nel Regno Unito dopo tredici anni, programmato per cinque date a supporto del gruppo The Wildhearts. Nel dicembre 2009  i Wolfsbane furono ingaggiati come gruppo di supporto dai The Quireboys per il loro ''A Little Bit of What You Fancy 20th Anniversary Tour''. Nel corso di un tour solista di Blaze Bayley a sostegno del suo nuovo e quinto album, Promise e Terror, il cantante fece trapelare la possibilità che i Wolfsbane potessero tornare insieme. Un paio di settimane più tardi, ai primi di giugno, venne pubblicata la seguente dichiarazione: "Un nuovo album dopo sedici anni! Stiamo iniziando a mettere insieme un nuovo album. Il 2011 sarà un anno davvero emozionante". Il gruppo pubblicò anzitutto un EP dal titolo "Did it for the money". A fine 2011 il gruppo iniziò a promuovere il primo album post riunione: Wolfsbane Save the World, che sarebbe uscito nei primi mesi del 2012.

### Nuovo album
Nel 2022 il cantante Blaze Bayley ha confermato l'uscita del nuovo album in studio chiamato Genius, a dieci anni dall'uscita del precedente. Nel'estate 2022, al chitarrista Jason “Jase” Edwards viene diagnosticato un tumore.  Nel 2023 la band si esibisce in tour "Tough as Steel Tour 2023", di 11 date terminando l'8 dicembre 2023 a Londra, che segnala il tutto esaurito.

## Formazione

### Attuale
- Blaze Bayley - voce (1984-1995;2010-presente)
- Jason Edwards - chitarra (1984-1995;2010-presente)
- Jeff Hateley - basso (1984-1995;2010-presente)
- Steve "Danger" Ellett - batteria  (1987-1995;2010-presente)

### Membri precedenti
- Amanda "Poo Poos" Hemmings - batteria (1984-1985)
- Stakk - batteria  (1985-1986)
- Gabriele Carbone - batteria (1986-1987)

## Discografia

### Album in studio
- 1989 - Live Fast, Die Fast
- 1991 - Down Fall the Good Guys
- 1994 - Wolfsbane
- 2012 - Wolfsbane Save the World
- 2022 - Genius

### EP
- 1990 - All Hell's Breaking Loose... Down at Little Kathy Wilson's Place
- 1994 - Everything Else
- 2011 - Did It For the Money
- 2015 - Rock!

### Dal vivo
- 1993 - Massive Noise Injection
- 2012 - The Lost Tapes: A Secret History
- 2018 - Go Loco at the Asylum

### Raccolte
- 2001 - Lifestyles of the Broke and Obscure
- 2009 - Howling Mad Shithead - The Best of Wolfsbane

## Tour e live
| NOME TOUR / LIVE         | ANNO / DATA                        | LUOGO                   | MUSICISTI                                                        | SUPPORTO |
| ------------------------ | ---------------------------------- | ----------------------- | ---------------------------------------------------------------- | -------- |
| U.K Tour 2012            | 28 ottobre 2012 - 17 novembre 2012 | club, palasport, teatri | Blaze Bayley, Jason Edwards, Jeff Hateley, Steve "Danger" Ellett |          |
| U.K Tour 2013            | 11 Luglio 2013 - 17 Luglio 2013    | club, palasport, teatri | Blaze Bayley, Jason Edwards, Jeff Hateley, Steve "Danger" Ellett |          |
| Tough as Steel Tour 2023 | 24 Novembre 2023 - 9 Dicembre 2023 | club, palasport, teatri | Blaze Bayley, Jason Edwards, Jeff Hateley, Steve "Danger" Ellett |          |